# Preghiera per un amico
Preghiera per un amico (A Prayer for Owen Meany) è il settimo romanzo dello scrittore statunitense John Irving. Pubblicato nel 1989, racconta la storia di due ragazzi, John Wheelwright e il suo migliore amico Owen Meany, e della loro infanzia e gioventù trascorsa insieme in una piccola città del New Hampshire negli anni '50 e '60. Owen è descritto dall'autore come un ragazzo fuori dal comune: sa di essere strumento del volere di Dio e cerca di compiere il destino annunciatogli da una sua stessa profezia.
Il romanzo si ispira parzialmente all'opera più nota di Günter Grass, Il tamburo di latta. Grass è stato fonte di ispirazione per Irving, oltre che un amico stretto. Entrambi i protagonisti dei romanzi, Owen Meany e Oskar Matzerath, condividono le stesse iniziali del nome e altre caratteristiche, le loro storie mostrano inoltre alcuni parallelismi. Irving ha confermato queste somiglianze. Preghiera per un amico segue tuttavia una trama diversa e indipendente.

## Sinossi dell'opera
La voce narrante del romanzo è John Wheelwright, cittadino del New Hampshire che decide di trasferirsi dagli Stati Uniti a Toronto in Canada ottenendo così la cittadinanza canadese.
La storia è narrata secondo due piani temporali: il primo rappresenta la prospettiva di John nel presente (1987), il secondo dà voce ai suoi ricordi: l'infanzia e gioventù trascorsa insieme al suo migliore amico Owen Meany.

### Presente (1987)
Gli eventi del 1987 sono presentati sotto forma di diario. John Wheelwright lavora come insegnante di inglese alla scuola privata per ragazze Bishop Strachan di Toronto. Egli è anglicano e, sebbene provi un forte senso di fede, è al contempo tormentato da dubbi religiosi. Vergine e scapolo, John è totalmente concentrato sul suo passato e sulla situazione politica negli Stati Uniti, in particolare sull'amministrazione Reagan. La voce presente di John chiarisce e specifica gli eventi del passato e aggiunge alcuni aneddoti.

### Eventi del passato

#### Infanzia
Sia John Wheelwright che Owen Meany vivono nella città fittizia di Gravesend nel New Hampshire. I due bambini sono grandi amici nonostante l'appartenenza di John, figlio illegittimo di Tabitha 'Tabby' Wheelwright a un'antica famiglia molto agiata e il fatto che Owen sia figlio di un impresario di classe media attivo nell'estrazione e lavorazione del granito. Uno dei primi ricordi di John, quando all'epoca delle lezioni di catechismo Owen e i suoi compagni non potevano resistere dal sollevare Owen e passarlo di mano in mano sopra i banchi, presenta i due tratti principali di Owen Meany: la bassissima statura e leggerezza, e la voce molto acuta. Con il passare degli anni Owen diviene sempre più consapevole del suo essere strumento di Dio.

#### Anni '50
Man mano che John e Owen crescono e procedono a scuola diviene chiaro che Owen è dotato di un'intelligenza e una consapevolezza fuori dal comune. Egli esprime frustrazione nei confronti dei genitori, sui quali tuttavia esercita pieno controllo, e preferisce trascorrere il tempo con la madre e la nonna di John (frutto di una fugace avventura della madre), nella loro grande e antica casa su Front Street. La madre di John, Tabitha, in seguito sposa un insegnante di teatro di un'altra cittadina, Dan Needham. Dan si guadagna l'affetto di John e Owen e regala loro quel che sarà il loro giocattolo preferito, il preciso modellino di un armadillo. Owen, in particolare, ne è molto attratto e i due bambini giocano a nascondino con esso. Anche se John, ignaro su chi sia il suo vero padre, apprezzi molto il patrigno Dan, lui e Owen fanno molte congetture su chi possa essere il padre naturale, ma Tabitha è vaga sull'argomento e non vuole che si sappia.
Owen è anche un grande appassionato di baseball nonostante sia un pessimo giocatore, e possiede una grande collezione di figurine di giocatori. Durante una partita della Little League di baseball Owen inaspettatamente riesce a colpire con forza una pallina che però finisce fuori dal campo e colpisce la madre di John, Tabitha, uccidendola all'istante. John è scioccato, ma lui e Owen restano amici; anche grazie ad un muto scambio di giocattoli propiziato da Dan. È a questo punto che Owen rivela di sentirsi uno strumento del volere di Dio: per comunicare questo a John rimuove le zampe dal modellino dell'armadillo, metafora di come Dio ha preso comando delle sue mani durante la partita. Più avanti Owen recita la parte di Gesù bambino in una rappresentazione natalizia della chiesa episcopaliana che lui e John frequentano ed anche la parte del Fantasma dei natali futuri in una recita di Canto di Natale di Charles Dickens. Durante quest'ultima si convince di aver letto il suo nome e la data della sua morte sulla lapide di Scrooge. Questi eventi rinforzano in Owen le idee di una connessione con Dio.
Quando John viene bocciato a scuola, Owen decide di ripetere l'anno anche lui così da poter restare vicino all'amico e frequentare la scuola superiore di Gravesend l'anno dopo insieme a lui. Qui Owen si guadagna la reputazione di brillante e sarcastico studente come scrittore degli articoli di fondo del giornalino della scuola, che surge all'attenzione sia dei professori che degli allievi. Owen scrive i suoi articoli utilizzando solo lo stampatello maiuscolo, a riflesso della sua voce acuta; egli è anche ammirato dagli altri studenti per il fatto che esce con la cugina di John, Hester, più grande di un paio di anni. Mentre Owen aiuta John con i compiti scolastici, questi assiste Owen in una manovra di basket che i due ragazzini chiamano "il tiro", che consiste nel sollevare Owen all'altezza del canestro per permettergli di schiacciare nel minor tempo possibile. Owen non rivela all'amico perché si debbano esercitare nel "tiro", manovra che non si può per regolamento effettuare in una partita di basket. I due tuttavia continuano ad esercitarsi fino a riuscire ad effettuare la tecnica in meno di tre secondi.

#### Anni '60
A causa di una rivalità con il preside della scuola, Owen viene espulso durante l'ultimo anno, quello del diploma, riducendo drasticamente la possibilità per lui di frequentare note università come quelle di Harvard o Yale, che precedentemente gli avevano offerto una borsa di studio. Al loro posto Owen opta per l'Università del New Hampshire che frequenta con la borsa di studio di un programma di formazione militare, che prevede che Owen si laurei da tenente pronto a prendere servizio al termine dell'università. La notizia è accolta con dispiacere da John e Hester, che si oppongono alla guerra nel Vietnam. Owen tenta ripetutamente di giustificare a John il suo voler partecipare al conflitto, ma recide a John, con il suo consenso, due falangi dell'indice per evitare che l'amico condivida con lui questa sorte.
Dopo la laurea Owen inizia a lavorare come impiegato occupandosi del recapito alle famiglie delle salme dei soldati morti in Vietnam. Occupazione non dissimile dal lavoro di fabbricazione delle lapidi svolta molti anni presso l'impresa paterna. In seguito Owen comunica a John e Hester un sogno ricorrente in cui salva la vita a molti bambini vietnamiti, salvataggio che gli costerebbe, stando al sogno, serie ferite e quindi la morte. È convinto che il sogno diventerà realtà nel giorno indicato dalla lapide di Scrooge della recita di molti anni prima, decide quindi di partire per il Vietnam per dare compimento al sogno. John e Hester rimangono sconvolti e cercano di convincere Owen che alla fine si tratta solo di un sogno. Il racconto si sposta a qualche tempo più tardi descrivendo il funerale di Owen, a conferma della sua morte prematura. Prima del funerale il padre di Owen comunica a John che lui e la moglie hanno sempre considerato Owen come un secondo Gesù Bambino dal momento che tra di loro non ci sarebbe stato mai alcun tipo di rapporto per poter generare un figlio; dice inoltre a John che avrebbe rivelato a Owen la sua presunta immacolata concezione quando questi era ancora un bambino. Nel flash forward viene inoltre rivelato che John ha scoperto l'identità di suo padre naturale, un uomo che ha conosciuto tutta la sua vita: si sente frustrato nello scoprire che si tratta del docile pastore Lewis Merrill della chiesa congregazionalista di Gravesend.
Il racconto ritorna agli eventi passati in particolare alla visita di John in Arizona per incontrare l'amico Owen, intanto si avvicina la data premonitrice. Owen si trova in Arizona per consegnare una salma ad una famiglia povera e altamente disfunzionale che prova disprezzo per l'apparato militare. Al risveglio dopo una notte a ricordare i vecchi tempi, John accompagna Owen per la consegna del soldato morto alla famiglia; Owen affronta Dick, il violento e nichilista fratello del defunto. Dick gli esprime il desiderio di uccidere persone vietnamite, e gli mostra alcune armi letali che il fratello aveva contrabbandato negli Stati Uniti prima della morte. John e Owen tornano all'aeroporto, e essendo quello il giorno indicato dalla lapide Owen conclude che alla fine si è trattato solo di un sogno e suggestione, non trovandosi quel giorno in Vietnam. Tuttavia arriva all'aeroporto un gruppo di bambini profughi del Vietnam e Owen riconosce subito le circostanze del sogno. John e Owen accompagnano i bambini che hanno bisogno del bagno, notando la presenza di Dick, che tira una granata nelle mani di Owen per uccidere lui, John e i bambini, ma Owen e John, ora consapevole di tutto, effettuano la tecnica del "tiro" per permettere a Owen di allontanare la bomba dal gruppo; l'esplosione ferisce irrimediabilmente Owen, che negli ultimi istanti di vita, contento per aver realizzato il disegno di Dio per lui, tranquillizza i bambini spaventati e saluta il suo migliore amico.
John rimane con il ricordo dell'amico e con la ferma convinzione che Owen e la sua vita sono stati un miracolo. Le ultime parole del romanzo sono una supplica a Dio: "O Dio, restituiscicelo! Non cesserò di chiederTelo".

## Tematiche
Il romanzo affronta serie questioni spirituali come l'importanza della fede, problemi di giustizia sociale e il concetto di destino, all'interno di una narrazione inconsueta. Durante tutto il romanzo sia John che Owen portano alcune critiche al sistema delle religioni organizzate oltre che all'ipocrisia religiosa. Tuttavia la dimensione spirituale è ripetutamente enfatizzata dalle continue profezie di Owen sulla sua morte. È sicuro che morirà come "strumento di Dio", servendo così per uno scopo buono e importante. Crede inoltre di sapere la data della sua morte e che un atto eroico, che gli risulterà fatale, gli consentirà di salvare dei bambini vietnamiti; i particolari dell'evento gli restano tuttavia sconosciuti.